# Nel (wokalistka)
NEL, właśc. Nel Ząbkowska (ur. 17 marca 1998 w Warszawie) – polska piosenkarka i autorka tekstów.

## Życiorys
Nel Ząbkowska w młodości śpiewała w chórze kościelnym, a podczas nauki w szkole podstawowej brała udział w konkursach wokalnych. W wieku 13 lat rozpoczęła naukę gry na pianinie, a później także na gitarze. Po krótki okresie studiów związanych z medycyną zdecydowała się poświęcić karierze muzycznej. Została objęta programem Spotify – RADAR Polska.

## Kariera muzyczna
Nel zadebiutowała w 2021 singlem „Wenecja”. W listopadzie 2021 ukazał się jej kolejny singiel „STAY HIGH” nagrany z Producentem Adamem, a w grudniu tego samego roku wydała utwór „Cisza”. Na początku 2022 ukazał się singiel „Sativa” we współpracy z Filipkiem, a w kwietniu – solowy „Facetime”. W 2022 ukazały się także „Zapachy” (feat. Producent Adam) oraz „Obsesja” (oraz Filipek). W styczniu 2023 ukazał się przebojowy singiel „Niebieska Noc”, który poprzedził premierę debiutanckiej EP‑ki „Double N”. W listopadzie 2023 wydała singiel „DYM”, a 3 maja 2024 – utwór „HAPPY END” we współpracy z Piotrkiem Lewandowskim i Konradem Malickim, zaś 21 czerwca 2024 – „MIAMI VICE”. 18 kwietnia 2025 wydała album studyjny „HEART” nagrany wspólnie z raperem Filipkiem. Nel jest producentką wykonawczą Filipka.

## Dyskografia

### Albumy studyjne
| Rok  | Album                | Data premiery    | Label               | Format                          |
| ---- | -------------------- | ---------------- | ------------------- | ------------------------------- |
| 2025 | HEART (z Filipekiem) | 18 kwietnia 2025 | Warner Music Poland | CD, digital download, streaming |

### Minialbumy
| Rok  | EP-ka    | Data wydania |
| ---- | -------- | ------------ |
| 2023 | Double N | 3 marca 2023 |

### Single
| Rok  | Tytuł                                                    | Data wydania      |
| ---- | -------------------------------------------------------- | ----------------- |
| 2021 | Wenecja                                                  | 25 sierpnia 2021  |
| 2021 | STAY HIGH                                                | 12 listopada 2021 |
| 2021 | Cisza                                                    | 28 grudnia 2021   |
| 2022 | Sativa (oraz Filipek)                                    | 25 lutego 2022    |
| 2022 | Facetime                                                 | 8 kwietnia 2022   |
| 2022 | Zapachy (feat. Producent Adam)                           | 16 września 2022  |
| 2022 | Obsesja (oraz Filipek)                                   | 4 listopada 2022  |
| 2023 | Niebieska Noc                                            | 13 stycznia 2023  |
| 2023 | Na zawsze, morze                                         | 3 marca 2023      |
| 2023 | DYM                                                      | 17 listopada 2023 |
| 2024 | HAPPY END (z Piotrkiem Lewandowskim i Konradem Malickim) | 3 maja 2024       |
| 2024 | MIAMI VICE                                               | 21 czerwca 2024   |

#### Gościnne występy
| Rok  | Utwór                                    | Album                             | Data             |
| ---- | ---------------------------------------- | --------------------------------- | ---------------- |
| 2022 | Sinusoida (Filipek; gośc. NEL)           | single Filipeka Gra na emocjach 2 | 10 sierpnia 2022 |
| 2023 | Morze pije moje łzy (Filipek; gośc. NEL) | –                                 | 3 listopada 2023 |
| 2024 | Ciernie (Filipek; gośc. NEL)             | –                                 | 2 stycznia 2024  |
| 2025 | Ostatni Housik (VBS; gośc. NEL)          | –                                 | 27 grudnia 2024  |